# Pentapartito
Pentapartito è l'espressione usata per definire la coalizione di governo in Italia dal 1981 fino al 1991, formata dall'intesa tra i partiti del vecchio centro-sinistra organico (DC, PSI, PSDI, PRI) cui si aggiunse il PLI.
Tale formula di governo fu in pratica la fusione delle due precedenti esperienze di potere della DC, ovvero il centrismo degli anni cinquanta (DC-PLI-PSDI-PRI) e il centro-sinistra "organico" degli anni sessanta e settanta (DC-PSI-PSDI-PRI), facendo convivere entro un'unica coalizione due partiti che si erano sempre considerati tra loro alternativi, come il PSI e il PLI. Con l'uscita del PRI, la coalizione si trasformò in Quadripartito (che governò dal 1991 al 1993).

## Storia

### La nascita
Il Pentapartito nacque nel 1981 quando, con un implicito accordo, la DC riconobbe pari dignità ai cosiddetti "partiti laici" della maggioranza (cioè i Socialisti, i Socialdemocratici, i Liberali e i Repubblicani) ai quali veniva inoltre garantita l'alternanza di governo (in seguito infatti ottennero la Presidenza del Consiglio dei ministri anche Giovanni Spadolini del PRI, che fu il primo Presidente del Consiglio non democristiano, e Bettino Craxi del PSI).
Con la nascita del Pentapartito venne definitivamente allontanata la possibilità dell'allargamento della maggioranza nei confronti del Partito Comunista. La Democrazia Cristiana rimase comunque il partito più votato, guida della coalizione di governo e riuscì più volte ad impedire che esponenti dei partiti laici diventassero Presidenti del Consiglio (Ciriaco De Mita oppose, ad esempio, un veto continuo nei confronti di Craxi).
Si dice che l'accordo venne siglato nel 1981 in un camper, durante il congresso del PSI ("patto del camper") fra il democristiano Arnaldo Forlani e il segretario socialista Bettino Craxi: ciò avvenne con la "benedizione" di Giulio Andreotti, tanto che il patto venne chiamato anche "CAF" (cioè Craxi-Andreotti-Forlani). Altre fonti, invece, sostengono che il "patto del camper" sia stato stipulato soltanto nel 1989 in un parcheggio dello stabilimento Ansaldo di Milano, dove si svolgeva il congresso del Partito Socialista Italiano, sempre tra Craxi, Forlani e Andreotti. Il patto avrebbe previsto un intero percorso che sarebbe iniziato con la caduta del governo De Mita e la formazione di un esecutivo di passaggio a guida democristiana, per poi culminare in un altro governo Craxi allorquando si sarebbe liberata la poltrona del Quirinale, in cui si prevedeva l'investitura o di Andreotti o di Forlani. Eugenio Scalfari nel luglio 1989 lo definì «un accordo […] dal quale emergono alcuni lineamenti di regime».

### I governi

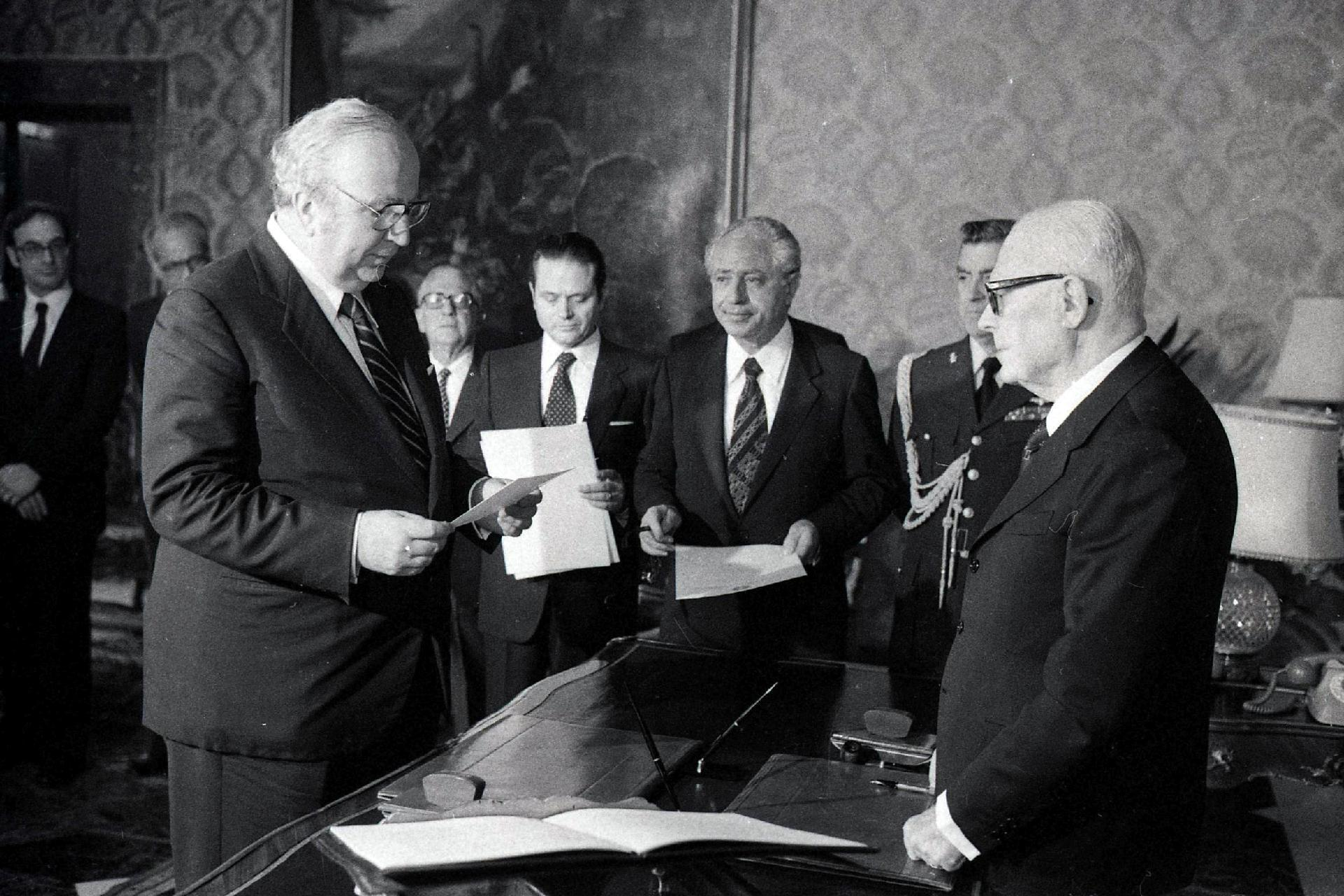
Giovanni Spadolini giura come Presidente del Consiglio dei ministri, il primo non democristiano nella storia della Repubblica

Questa formula di governo si basava su regole che rappresentavano un’assoluta novità, ovvero una presenza al governo assolutamente paritetica fra democristiani e rappresentanti dei quattro partiti minori alleati (PSI, PSDI, PLI e PRI) e alternanza dei leader di tutti i partiti di maggioranza alla Presidenza del Consiglio. Il primo capo del governo non democristiano fu Giovanni Spadolini. Il suo è anche il primo esecutivo cui parteciparono tutti i partiti della coalizione, dopo i governi di attesa degli anni 1979-1981, affidati a Francesco Cossiga (due, di cui il secondo caduto ad opera dei franchi tiratori) e a Arnaldo Forlani (travolto dallo scandalo della P2).
In occasione del voto di fiducia a Spadolini, emerse tutta la conflittualità interna alla coalizione di maggioranza tra i due principali pilastri, la DC e il PSI. I socialisti, infatti, furono costretti a votare la fiducia al governo Spadolini solo per evitare che esso potesse nascere grazie all’astensione dei comunisti, interessati ad evitare le elezioni anticipate. Proprio le elezioni anticipate furono il principale nodo del contendere: il PCI non le voleva perché stava perdendo voti; il PSI, per la ragione inversa, le desiderava fortemente, per sfruttare il momento favorevole e rafforzare la propria posizione nei confronti sia dei comunisti che dei democristiani.
L'appuntamento con le urne era dunque rimandato al giugno del 1983. I risultati elettorali sentenziarono un netto ridimensionamento del primato politico democristiano (in calo di circa sei punti percentuali); il PCI, invece, perse pochissimo mentre il PSI guadagnò oltre un punto percentuale. Ma più che in termini elettorali, il forte guadagno dei socialisti era nel ruolo politico che lo scenario ridisegnato dalle elezioni gli conferiva: DC e PCI erano in una situazione di sostanziale equilibrio, separati solo da circa 3 punti percentuali; i socialisti dunque potevano fare da arbitri e ottenere dalla situazione tutti i vantaggi possibili (in particolare la Presidenza del Consiglio), poiché senza il loro consenso non era praticabile nessuna alternativa di governo. Questa situazione permise al segretario socialista Bettino Craxi di ottenere il primo incarico come presidente del Consiglio.
Una nuova crisi esplose nel 1986. Ciriaco De Mita, il segretario della Democrazia Cristiana, ottenne che il secondo incarico conferito dal nuovo Capo dello Stato Francesco Cossiga a Craxi fosse vincolato a un informale "patto della staffetta", che avrebbe visto un democristiano alternarsi alla guida del governo dopo un anno, conducendo così al termine la IX legislatura. Dopo aver taciuto per mesi intorno a questo patto, avallandone implicitamente l'esistenza, Craxi sconfessò l'accordo in un'intervista a Giovanni Minoli nella trasmissione Mixer del 17 febbraio del 1987.
La sfida così pubblicamente lanciata ricompattò la DC e fu raccolta da De Mita, che fece nuovamente cadere il governo e, con un governo Fanfani, portò il Paese alle urne; con un gesto di sfida Craxi dichiarò che non gli interessava guidare il governo durante il periodo elettorale perché "non stiamo in America latina, dove è il prefetto che decide l'esito delle elezioni in una provincia". Il 14 giugno 1987 il risultato elettorale premiava l'operato craxiano: infatti il PSI saliva al 14,3% dei consensi. Tuttavia, nonostante questo risultato, anche la DC saliva al 34%; dopo questa tornata elettorale fu nominato capo del Governo il democristiano Giovanni Goria, a cui seguì un esecutivo guidato dallo stesso De Mita.
Il ritorno al governo della Democrazia Cristiana fu accompagnato da un'accentuata conflittualità all'interno dell'alleanza col PSI: Craxi inaugurò una tecnica di "movimentismo" (corredata di frequenti minacce di crisi di governo, che rientravano dopo aver ottenuto dal partner di governo le concessioni richieste), che fu definita "rendita di posizione". Conseguenze furono importanti battaglie condotte - al di fuori del vincolo di maggioranza - a fianco di alleati occasionali: quella sulla responsabilità civile dei giudici a fianco di Marco Pannella e quella sulla chiusura delle centrali nucleari a fianco dei Verdi, ambedue coronate dal successo referendario; quella sull'ora di religione e quella sulla penalizzazione del consumo di droghe a fianco dell'ala conservatrice dello schieramento politico.
Nel 1989, Craxi tornò alla carica contro la maggioranza della Democrazia Cristiana espressione della sinistra interna: era deciso a ritornare a Palazzo Chigi, ma per farlo doveva scalzare De Mita dalla guida del governo e del partito. Perciò formò con i democristiani Giulio Andreotti e Arnaldo Forlani un'alleanza di ferro: il CAF (dalle iniziali dei cognomi dei tre protagonisti), che fu definita la "vera regina d'Italia". Al congresso del PSI di maggio, in cui fu rieletto segretario col 92% dei consensi, fece approvare una mozione che - anche per le modalità con cui venne illustrata dal fidatissimo vicesegretario Claudio Martelli, allora considerato il suo delfino in pectore - suonò come una esplicita sfiducia al governo De Mita.

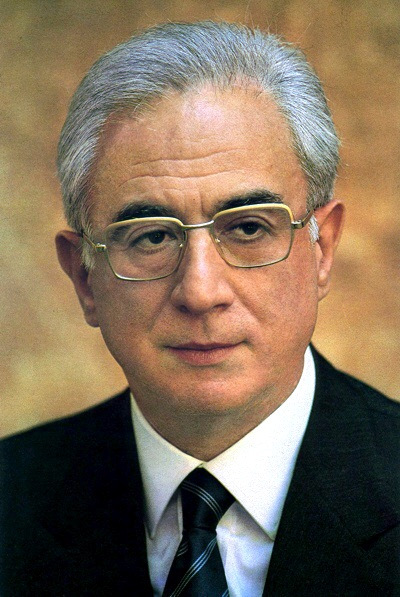
Francesco Cossiga, presidente della Repubblica per larga parte del periodo di esistenza del Pentapartito (1985-1992)

De Mita rassegnò le dimissioni da Presidente del Consiglio, dopo aver già perso la segreteria democristiana che era andata nelle mani di Arnaldo Forlani, alleato di Andreotti. Quest'ultimo assume la guida di un nuovo governo dal decorso turbolento: la scelta di restare alla guida del governo, nonostante l'abbandono dei ministri della sinistra democristiana - dopo l'approvazione della norma sugli spot televisivi (favorevole alle emittenti televisive della Fininvest di Silvio Berlusconi, resa "oligopolista" dalla legge Mammì) - non impedì il riemergere di antichi sospetti e rancori con Craxi (che alluse ad Andreotti quando disse che dietro il ritrovamento delle lettere di Aldo Moro in via Montenevoso vedeva una "manina", guadagnandosi la sua piccata replica che forse c'era stata una "manona"); lo scandalo Gladio e le "picconate" del presidente Francesco Cossiga lo videro destinatario di pressioni istituzionali fortissime, cui replicò con la consueta levità di spirito dichiarando che era «[…] meglio tirare a campare che tirare le cuoia». Dietro le quinte Craxi confidava apertamente in un logoramento democristiano, sperando nella possibilità di portare il Partito Socialista al centro della scena politica, assumendo quel ruolo-guida che fino a quel momento era appartenuto alla DC.

#### Elenco dei governi del Pentapartito
I governi del Pentapartito al suo completo (DC-PSI-PSDI-PRI-PLI) furono in tutto 7:
- governo Spadolini I (giugno 1981 - agosto 1982);
- governo Spadolini II (agosto - dicembre 1982);
- governo Craxi I (agosto 1983 - agosto 1986)
- governo Craxi II (agosto 1986 - aprile 1987);
- governo Goria (luglio 1987 - aprile 1988);
- governo De Mita (aprile 1988 - luglio 1989);
- governo Andreotti VI (luglio 1989 - aprile 1991).

A questi si possono aggiungere anche i governi Fanfani V (dicembre 1982 - agosto 1983) e Fanfani VI (aprile - luglio 1987), che tuttavia non furono composti da tutti i partiti della coalizione. Nello specifico il Fanfani V non ebbe esponenti del PRI, mentre il Fanfani VI fu un monocolore DC. Gli altri partiti, tuttavia, sostenevano il governo in Parlamento per un totale quindi di 9 governi nei dieci anni dal 1981 al 1991.

### La trasformazione in Quadripartito e la fine
Il Pentapartito ebbe termine nel 1991 quando il PRI, alla nascita del governo Andreotti VII, uscì dalla coalizione in seguito all'assegnazione del dicastero delle Poste e delle Telecomunicazioni al socialdemocratico Carlo Vizzini anziché ad un loro esponente. Ne conseguì il ridimensionamento della maggioranza e la sua trasformazione in Quadripartito. Questa coalizione di governo appartiene al periodo crepuscolare della cosiddetta Prima Repubblica, stagione conclusasi con l'inchiesta Mani pulite condotta dalla procura di Milano.
Dopo le elezioni del 1992 il Quadripartito conservò la maggioranza assoluta dei seggi, ma si fermò al 48,85% pari a 331 seggi alla Camera e 163 al Senato, risultato che rese difficile la formazione di una forte maggioranza parlamentare. La maggioranza era ridotta al lumicino, ma in sostanza lo era anche l'opposizione tradizionale. La situazione era di grave instabilità: la vecchia maggioranza aveva perso e non si era coagulata, ma non esisteva nessuna nuova maggioranza. Secondo Indro Montanelli e Mario Cervi, nessuno dei commentatori politici si rese conto della fortuna toccata al «sistema» che teneva ancora.
Quando, a maggio, le Camere appena riunite furono chiamate a eleggere il nuovo Presidente della Repubblica, le votazioni si tennero in un clima di fortissima tensione politica (in quegli stessi giorni veniva ucciso il giudice Giovanni Falcone) e fu affossata dapprima la candidatura di Arnaldo Forlani, poi quella di Giulio Andreotti. Alla fine, fu eletto il democristiano Oscar Luigi Scalfaro, candidato dei moralizzatori. Scalfaro si rifiutò di concedere incarichi ai politici vicini agli inquisiti: Bettino Craxi, che aspirava a tornare alla presidenza del Consiglio, dovette rinunciare in favore di Giuliano Amato, il cui esecutivo si dimise meno di un anno dopo, falcidiato dalle comunicazioni giudiziarie nell'ambito dell'appena esplosa Tangentopoli, che coinvolse numerosi esponenti politici e praticamente tutti i leader nazionali dei partiti che componevano il pentapartito: Giulio Andreotti, Arnaldo Forlani, Ciriaco De Mita, Paolo Cirino Pomicino (DC), Bettino Craxi (PSI), Renato Altissimo, Francesco De Lorenzo (PLI), Giorgio La Malfa (PRI) e molti altri ancora, con la sola importante eccezione di Giovanni Spadolini, che non ebbe mai imputazioni a suo carico.
Nell'aprile 1993 il Presidente della Repubblica Oscar Luigi Scalfaro incaricò il governatore della Banca d'Italia Carlo Azeglio Ciampi per la formazione di un nuovo esecutivo, col mandato di contrastare la grave crisi economica e riscrivere la legge elettorale. Il governo Ciampi fu quindi l'ultimo della Prima Repubblica, essendo l'esecutivo immediatamente precedente alle elezioni politiche del 1994.
L'inchiesta Mani pulite e il conseguente scandalo Tangentopoli segnarono la fine dei partiti che componevano il Pentapartito: la DC, il PLI ed il PSI si sciolsero in rapida sequenza nel gennaio, febbraio e novembre 1994, mentre il PSDI entrò in una lunga agonia che si concluse nel 1998 con la confluenza nei Socialisti Democratici Italiani; il PRI invece esiste tuttora, pur godendo di un'influenza politica notevolmente diminuita.

## I partiti
Il governo si sosteneva mediante l'appoggio di cinque partiti politici:
- la Democrazia Cristiana (DC);
- il Partito Socialista Italiano (PSI);
- il Partito Socialista Democratico Italiano (PSDI);
- il Partito Repubblicano Italiano (PRI);
- il Partito Liberale Italiano (PLI).

## Seggi parlamentari del Pentapartito

### 1981-1983
| VIII legislatura (1979) | VIII legislatura (1979)                 | VIII legislatura (1979) | VIII legislatura (1979) | VIII legislatura (1979) | VIII legislatura (1979) |
| Partito                 | Partito                                 | Partito                 | Collocazione            | Seggi Camera            | Seggi Senato            |
| ----------------------- | --------------------------------------- | ----------------------- | ----------------------- | ----------------------- | ----------------------- |
|                         |                                         | Democrazia Cristiana    | Centro                  | 262 / 630               | 138 / 315               |
|                         | Partito Socialista Italiano             | Centro-sinistra         | 62 / 630                | 32 / 315                |                         |
|                         | Partito Socialista Democratico Italiano | Centro-sinistra         | 20 / 630                | 9 / 315                 |                         |
|                         | Partito Repubblicano Italiano           | Centro                  | 16 / 630                | 6 / 315                 |                         |
|                         | Partito Liberale Italiano               | Centro-destra           | 9 / 630                 | 2 / 315                 |                         |
| Totale Pentapartito     | Totale Pentapartito                     | Totale Pentapartito     | Totale Pentapartito     | 369 / 630               | 187 / 315               |

### 1983-1987
| IX legislatura (1983) | IX legislatura (1983)                   | IX legislatura (1983) | IX legislatura (1983) | IX legislatura (1983) | IX legislatura (1983) |
| Partito               | Partito                                 | Partito               | Collocazione          | Seggi Camera          | Seggi Senato          |
| --------------------- | --------------------------------------- | --------------------- | --------------------- | --------------------- | --------------------- |
|                       |                                         | Democrazia Cristiana  | Centro                | 225 / 630             | 120 / 315             |
|                       | Partito Socialista Italiano             | Centro-sinistra       | 73 / 630              | 38 / 315              |                       |
|                       | Partito Repubblicano Italiano           | Centro                | 29 / 630              | 10 / 315              |                       |
|                       | Partito Socialista Democratico Italiano | Centro-sinistra       | 23 / 630              | 8 / 315               |                       |
|                       | Partito Liberale Italiano               | Centro-destra         | 16 / 630              | 6 / 315               |                       |
| Totale Pentapartito   | Totale Pentapartito                     | Totale Pentapartito   | Totale Pentapartito   | 366 / 630             | 182 / 315             |

### 1987-1991
| X legislatura (1987) | X legislatura (1987)                    | X legislatura (1987) | X legislatura (1987) | X legislatura (1987) | X legislatura (1987) |
| Partito              | Partito                                 | Partito              | Collocazione         | Seggi Camera         | Seggi Senato         |
| -------------------- | --------------------------------------- | -------------------- | -------------------- | -------------------- | -------------------- |
|                      |                                         | Democrazia Cristiana | Centro               | 234 / 630            | 125 / 315            |
|                      | Partito Socialista Italiano             | Centro-sinistra      | 94 / 630             | 43 / 315             |                      |
|                      | Partito Repubblicano Italiano           | Centro               | 21 / 630             | 8 / 315              |                      |
|                      | Partito Socialista Democratico Italiano | Centro-sinistra      | 17 / 630             | 6 / 315              |                      |
|                      | Partito Liberale Italiano               | Centro-destra        | 11 / 630             | 3 / 315              |                      |
| Totale Pentapartito  | Totale Pentapartito                     | Totale Pentapartito  | Totale Pentapartito  | 377 / 630            | 185 / 315            |

## Seggi parlamentari del Quadripartito

### 1991-1992
| X legislatura (1987) | X legislatura (1987)                    | X legislatura (1987) | X legislatura (1987) | X legislatura (1987) | X legislatura (1987) |
| Partito              | Partito                                 | Partito              | Collocazione         | Seggi Camera         | Seggi Senato         |
| -------------------- | --------------------------------------- | -------------------- | -------------------- | -------------------- | -------------------- |
|                      |                                         | Democrazia Cristiana | Centro               | 234 / 630            | 125 / 315            |
|                      | Partito Socialista Italiano             | Centro-sinistra      | 94 / 630             | 43 / 315             |                      |
|                      | Partito Socialista Democratico Italiano | Centro-sinistra      | 17 / 630             | 6 / 315              |                      |
|                      | Partito Liberale Italiano               | Centro-destra        | 11 / 630             | 3 / 315              |                      |
| Totale Quadripartito | Totale Quadripartito                    | Totale Quadripartito | Totale Quadripartito | 356 / 630            | 177 / 315            |

### 1992-1993
| XI legislatura (1992) | XI legislatura (1992)                   | XI legislatura (1992) | XI legislatura (1992) | XI legislatura (1992) | XI legislatura (1992) |
| Partito               | Partito                                 | Partito               | Collocazione          | Seggi Camera          | Seggi Senato          |
| --------------------- | --------------------------------------- | --------------------- | --------------------- | --------------------- | --------------------- |
|                       |                                         | Democrazia Cristiana  | Centro                | 206 / 630             | 107 / 315             |
|                       | Partito Socialista Italiano             | Centro-sinistra       | 92 / 630              | 49 / 315              |                       |
|                       | Partito Liberale Italiano               | Centro-destra         | 17 / 630              | 4 / 315               |                       |
|                       | Partito Socialista Democratico Italiano | Centro-sinistra       | 16 / 630              | 3 / 315               |                       |
| Totale Quadripartito  | Totale Quadripartito                    | Totale Quadripartito  | Totale Quadripartito  | 331 / 630             | 163 / 315             |